# 前齒青眼魚
前齒青眼魚為輻鰭魚綱仙女魚目青眼魚亞目青眼魚科的一種，分布於東太平洋夏威夷至智利海域，屬深海底棲性魚類，深度185-644公尺，棲息在底層水域，生活習性不明。

## 擴展閱讀
維基物種上的相關：前齒青眼魚